# Ewa Matuszewska (dziennikarka)
Ewa Matuszewska (ur. 1945 w Warszawie, zm. 28 marca 2018 w Zakopanem) – polska dziennikarka i pisarka, popularyzatorka Tatr.

## Życiorys
Pochodziła z Warszawy. Podczas studiów zainteresowała się górami, szczególnie Tatrami. Pracowała jako dziennikarka prasowa, publikując w takich czasopismach jak: „Przegląd Techniczny”, „Wektory”, „Wiadomości Zielarskie”, ”Szkło i Ceramika” „Tygodnik Solidarność”, „Uroda”, „Claudia” i „Gentleman”).
Później zajęła się pisaniem książek o tematyce górskiej i regionalnej. Była współautorką ostatniej książki Wandy Rutkiewicz „Na jednej linie”, po jej śmierci napisała kontynuację tego utworu pt. „Karawana do marzeń”. Opublikowała później kolejne książki, w tym „Uciec jak najwyżej. Niedokończone życie Wandy Rutkiewicz”, „Lider. Górskim szlakiem Andrzeja Zawady”, „Festiwalowych wspomnień czar. Od Święta Gór do Międzynarodowego Festiwalu Folkloru Ziem Górskich”.
W 1998 przeprowadziła się na Podhale. Zamieszkała w willi Edmarowo w Zakopanem w pochodzącej z ok. 1920 roku willi należącej wcześniej do Edmunda i Marii Strążyskich. Od 2007 do 2013 była rzecznikiem prasowym w Urzędzie Miasta Zakopane, następnie przeszła do pracy w Biurze Promocji Zakopanego. W 2011 została współzałożycielką portalu Zakopane dla Ciebie.
Zmarła po długiej chorobie. Pochowana 4 kwietnia 2018 na cmentarzu na Pardałówce.